# Metateratocephalus crassidens
Metateratocephalus crassidens är en rundmaskart. Metateratocephalus crassidens ingår i släktet Metateratocephalus, och familjen Metateratocephalidae. Arten är reproducerande i Sverige.